# Velha Estação de Correios (Bristol)
A Velha Estação de Correios é um edifício histórico na 48 Corn Street em Bristol, na Inglaterra.
Foi construída em 1746 por Samuel Glascodine para complementar o The Exchange, atuando como o correio central da cidade de Bristol por mais de 200 anos.
Foi designado pela histórica Inglaterra como um edifício listado de grau I.